# Аргерих, Марта

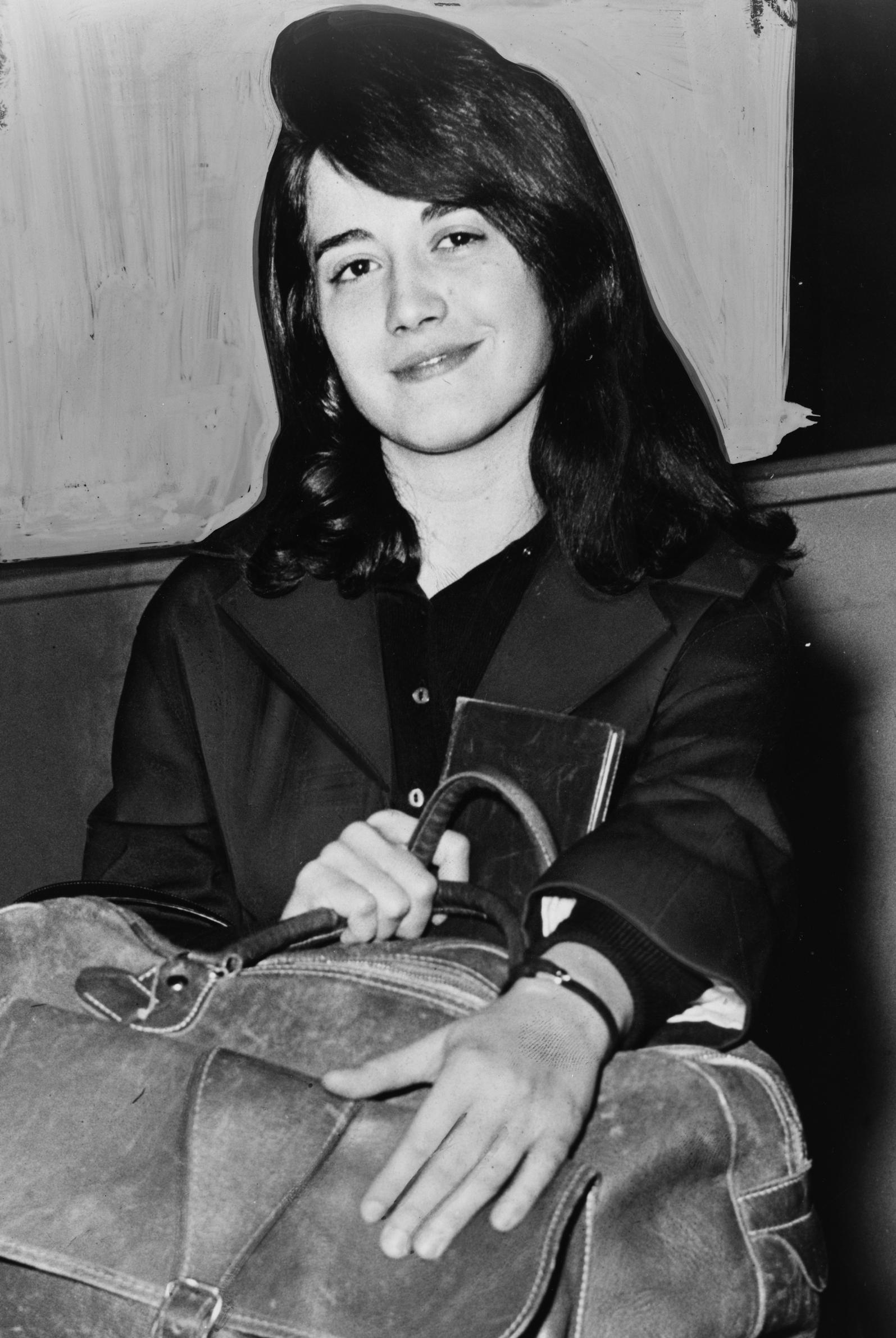
Марта Аргерих 1962.

Марта А́ргерих, Архери́ч (исп. Martha Argerich испанское произношение: [ˈmaɾta aɾxeˈɾitʃ]; произн. на вост.-каталанском [əɾʒəˈɾik]; род. 5 июня 1941, Буэнос-Айрес) — аргентинская пианистка. C 1955 года живёт в Европе (с 2003 — в Брюсселе).

## Биография
Родилась в семье Хуаниты Хеллер и Хуана Мануэля Аргериха, экономистов и активистов социалистического движения. Бабушка и дедушка по материнской линии были еврейскими иммигрантами из России, поселившимися в одной из земледельческих колоний барона де Гирша и Еврейского колонизационного общества (Colonia Villa Clara) в провинции Энтре-Риос. Родители её отца – испанцы из Каталонии, и фамилия каталанская.
Начала играть в три года, публично дебютировала исполнением концерта Моцарта в восемь лет. В 1955 году семья переехала в Европу, Марта училась у Фридриха Гульды, Артуро Бенедетти Микеланджели, Штефана Ашкенази, Никиты Магалова.

## Личная жизнь
Её первым мужем был композитор-дирижёр Роберт Чен. Их дочь, Лида Чен-Аргерих, стала скрипачкой. С 1969 по 1973 год была замужем за дирижёром Шарлем Дютуа. В браке родилась дочь. В 1970-х Аргерих состояла в отношениях с пианистом Стивеном Ковачевичем, у них есть дочь Стефани.

## Признание
В 1957 году стала победительницей Международного конкурса исполнителей в Женеве и Международного конкурса пианистов имени Бузони, в 1965 году — победительницей Международного конкурса пианистов имени Шопена в Варшаве.
В 2005 году — лауреат премии Грэмми за лучшее исполнение камерной музыки (Прокофьев, Равель, вместе с М. Плетнёвым), в 2006 — за лучшее инструментальное исполнение с оркестром (Бетховен, с Клаудио Аббадо и Малеровским камерным оркестром). Удостоена Императорской премии Японии (2005). В 2023 году награждена командорским крестом ордена Почётного легиона Франции. В 2024 году стала великим офицером румынского ордена «За верную службу».
О ней снят документальный фильм Жоржа Гашо «Марта Аргерих: Ночной разговор» (2002). Введена в Зал славы журнала Gramophone.

## Исполнительское искусство и творческие связи
Выдающаяся исполнительница европейской фортепианной музыки от Баха до Бартока, но прежде всего — авторов-романтиков (Шопен, Шуман). Чаще всего выступала с Нельсоном Фрейре, Стивеном Ковачевичем, Гидоном Кремером, Александром Рабиновичем, Мишей Майским, Даниэлем Баренбоймом.
В художественном фильме «Санса» (2003) появляется в роли второго плана в качестве аккомпаниатора Иври Гитлиса.